# Semiothisa parallacta
Semiothisa parallacta là một loài bướm đêm trong họ Geometridae.